# Archernis lugens
Archernis lugens is een vlinder van de familie van de grasmotten (Crambidae). De wetenschappelijke naam van deze soort is voor het eerst voorgesteld als Protonoceras lugens door William Warren in een publicatie uit 1896.
De soort komt voor in India (Meghalaya).